# Middleton (film)
Pour plus de détails, voir Fiche technique et Distribution.
Middleton est une comédie romantique américaine sortie en 2013. Elle narre l'improbable rencontre de personnages opposés et si proches. George (Andy Garcia), quinquagénaire établi revendiquant une certaine pédanterie, Édith (Vera Farmiga), vendeuse de meubles, expansive, que tout sépare vont voir leurs chemins se télescoper.

## Résumé
George Keurman — Hartman dans la version anglophone — (Andy Garcia), chirurgien cardiaque de son état, accompagne son fils Conrad (Spencer Lofranco) à la journée porte ouverte de l’université de Middleton dans laquelle il souhaite le voir s’inscrire. Sur la route, George offre à son fils une cravate qu’il aimerait le voir arborer lors de la visite.
Conrad, qui considère tant l’endroit que le costume comme trop étriqués, ne partage pas l’enthousiasme paternel pour Middleton, les vêtements stricts en général et les cravates en particulier !
De son côté, Audrey Martin (Taissa Farmiga) n’a qu’une ambition, suivre les cours dispensés à Middleton.
La chaire de linguistique, matière dont elle est follement éprise, y est tenue par le très célèbre professeur Roland Emerson (Tom Skerritt). Édith (Vera Farmiga), sa mère, semble néanmoins peu encline à l’idée de voir sa fille unique quitter le cocon familial.
Pour des raisons bien différentes, les voyages en voiture sont tendus alors que la destination approche. D’un côté un fils qui s’isole, baladeur vissé aux oreilles, refusant les tentatives de dialogue d’un père certes austère mais plein de bonnes intentions. De l’autre une mère qui rate (volontairement ?) l’embranchement menant au campus ce qui a le don d’irriter une jeune fille volontaire et pétrie de certitudes.
Sur le parking universitaire les chemins de ces deux duos vont se croiser.
La rencontre, de prime abord froide et emplie de préjugés, va progressivement évoluer. Édith taquine Conrad à propos de sa cravate, lui apportant un soutien vestimentaire inattendu d'un adulte. Le caractère enjoué de la mère va faire évoluer la relation de ce petit monde vers un partage doux amer au cours duquel jeunes adultes et époux éprouvés vont se découvrir et se dévoiler.

## Fiche technique
- Titre : Middleton
- Titre original : At Middleton
- Réalisateur : Adam Rodgers
- Scénario : Adam Rodgers, Glenn German
- Directeur de la photographie : Emmanuel Kadosh
- Chef monteur : Suzy Elminger
- Chef décorateur : Vincent DeFelice
- Décoratrice : Debby Dahlstrom
- Directrice du casting : Monika Mikkelsen
- Chef costumier : Lisa Cary-Vukas
- Musique : Arturo Sandoval
- Producteurs : Andy Garcia, Glenn German et Sig Libowitz
- Productrices déléguées : Sonia Lunsford et Ellen S. Wander
- Producteurs exécutifs : Marc Dahlstrom et Sonia Lunsford
- Sociétés de production : 
  - CineSon Entertainment
  - Look at the Moon Productions
  - North by Northwest Entertainment
- Sociétés de distribution : 
  - États-Unis : Anchor Bay Films
  - France : Chrysalis Films
  - Russie: Paradise/MGN
- Budget : 2 500 000 US $[1]
- Pays de production :  États-Unis
- Langue originale : anglais
- Format : Couleur - Son Dolby Digital
- Genre : Comédie romantique
- Durée : 99 minutes
- Dates de sortie[2] : 
  - États-Unis : 5 octobre 2013
  - France : 9 octobre 2013
  - DVD : 2 juillet 2014
- Classification : États-Unis : R - Restricted (mineurs de 17 ans accompagnés d'un adulte) selon la Motion Picture Association of America (MPAA)

## Distribution
- Andy Garcia : George Keurman (Hartman version anglophone)
- Vera Farmiga : Édith Martin
- Taissa Farmiga : Audrey Martin
- Spencer Lofranco : Conrad Keurman (Hartman version anglophone)
- Nicholas Braun : Justin
- Tom Skerritt : Professeur Roland Emerson
- Peter Riegert : Boneyard Sims
- Mirjana Jokovic : Professeur Riley
- Stephen Borrello IV : Travis
- Dani Garcia : Daphnée
- Saxton Johnson : étudiant en retard
- Sean Cook : étudiant à la bibliothèque
- Loretta Underwood : Futur étudiant
- Kenny Parks Jr. : Chef de fanfare
- Briana Henry : Emma
- Joey Greer : Gérald
- Victoria James : guide d'un autre groupe lors de la visite
- Tony Doupe : homme irrité par Édith
- Kent Kimball : serveur
- Nike Imoru : réceptionniste
- Alex Donnolo : homme déguisé
- Nich Witham : étudiant fatigué

## Autour du film
- Le film Les Parapluies de Cherbourg est en cours de diffusion lorsque George et Édith se cachent dans une cabine de projection. George fait à nouveau mention de l'œuvre de Jacques Demy à la fin du film, demandant à son interlocutrice comment se termine le film français.
- Middleton a été tourné sur le campus de la Washington State University à Pullman, dans l'État de Washington.